# نتفايبز
نتفايبز هو موقع إنترنت يعتمد على تقنيات آجاكس، متعدد اللغات. يقدم لمستخدميه صفحة بداية مخصصة، يمكن للمستخدم إدراج أدوات في هذه الصفحة، والأدوات هي عبارة عن «بريمجات» صغيرة تسمح للمستخدم بعرض الوقت والتاريخ واستعراض آخر الأخبار ورسائل البريد الإلكتروني، واستعراض صور فلكر، وغيرها الكثير.

## خدمات منافسة
- آي جوجل
- ماى ياهو

## وصلات خارجية
- موقع نتفايبز